# Dickson Iroegbu
Dickson Nnamdi Iroegbu es un director y productor de cine nigeriano.

## Carrera
Iroegbu asistió a la  Universidad Ahmadu Bello, Zaria, donde se graduó administración de empresas. Inició su carrera en la industria del cine como asistente de producción en 1997 antes de involucrarse en la escritura de guiones.  El punto de inflexión en su carrera llegó en 2001 al dirigir, a pesar de las críticas, Days de Glory. Ha dirigido y producido distintas películas de Nollywood como Trinity, Kill the Brinde y The Mayor. Por esta última en 2005, en la primera edición de los Premios de la Academia del Cine Africano, resultó ganador en tres categorías.

## Premios y nominaciones
Premios de la Academia del Cine Africano :
- 2005: Mejor director (ganador)
- 2005: Mejor película (ganador)
- 2005: Mejor guion (ganador)

## Filmografía
| 2001 | Days of Glory       | Sí |    | Sí |
| 2003 | Romantic Attraction | Sí |    |    |
| 2004 | The Mayors          | Sí | Sí | Sí |
| 2004 | Unfaithful          | Sí |    |    |
| 2004 | Little Angel        | Sí |    | Sí |
| 2004 | Last Wedding        | Sí |    |    |
| 2004 | Burning Desire      | Sí |    |    |
| 2004 | Beyond Reason       | Sí |    |    |
| 2005 | Women's Cot         | Sí |    |    |
| 2005 | Kill the Bride      | Sí |    |    |
| 2006 | The Devil in Her    | Sí |    |    |
| 2006 | Last Kiss           | Sí |    |    |
| 2006 | Holy Cross          | Sí |    |    |
| 2006 | Enemies in Love     | Sí |    |    |
| 2006 | Different World     | Sí |    |    |
| 2006 | Holy Cross          | Sí |    |    |
| 2007 | To Love an Angel    | Sí |    |    |
| 2007 | The Trinity         | Sí |    |    |
| 2007 | Big Heart Treasure  | Sí |    |    |
| 2008 | Critical Condition  | Sí |    | Sí |
| 2020 | The Good Husband    | Sí | Sí | Sí |